# Mark Taper Forum
Mark Taper Forum – budynek teatru o widowni na 739 miejsc, zaprojektowany przez Weltona Becketa i Associates, mieszczący się w Los Angeles Music Center w dzielnicy Bunker Hill w centrum Los Angeles. Nazwa pochodzi od dewelopera nieruchomości Marka Tapera. Obiekt, wraz z sąsiednimi Ahmanson Theatre i Kirk Douglas Theatre, jest zarządzany przez Center Theatre Group.

## Historia
Mark Taper Forum zostało otwarte w 1967 roku jako część Los Angeles Music Center, odpowiednika nowojorskiego Lincoln Center, zaprojektowanego przez architekta Weltona Becketa i Associates. Budowę realizowała firma Peter Kiewit & Sons (obecnie Kiewit Corporation). Uroczystość otwarcia miała miejsce 9 kwietnia 1967 roku i była obecna m.in. gubernator Ronald Reagan.
Taper Forum, najmniejsze z trzech obiektów w kompleksie, jest ulokowane między Dorothy Chandler Pavilion a Ahmanson Theatre na placu Music Center.
Budowla została zaprojektowana w stylu nowego formalizmu, który charakteryzował się użyciem geometrycznych kształtów. Zewnętrzną część okrągłego budynku ozdobiono reliefem wykonanym z prefabrykowanych elementów przez Jacquesa Overhoffa.

## Renowacja
W latach 2007–2008 przeprowadzono renowację teatru o wartości 30 mln dolarów, prowadzoną przez Rios Clementi Hale Studios. Celem było ulepszenie lobby, zwiększenie liczby toalet oraz poprawa dostępności, w tym instalacja windy. Liczba miejsc na widowni zmniejszyła się z 745 do 739.

## Produkcje
Teatr zasłynął z wystawiania innowacyjnych i kontrowersyjnych sztuk, takich jak The Devils, Children of a Lesser God czy Angels in America. Wiele przedstawień miało tutaj swoje światowe premiery.